# Günter Tilch
Günter Tilch (* 4. Mai 1937 in Berlin) ist ein ehemaliger deutscher Eisschnellläufer.

## Werdegang
Tilch, der zunächst für den SC Turbine Erfurt und später für den SC Dynamo Berlin startete, nahm von 1958 bis 1966 an internationalen Wettbewerben teil und wurde im Jahr 1959 DDR-Meister im Mini-Mehrkampf sowie im Jahr 1963 über 500 m. Bei den Olympischen Winterspielen 1960 in Squaw Valley belegte er den 38. Platz über 1500 m und den 20. Rang über 500 m. In der Saison 1962/63 kam er bei seinen einzigen Teilnahmen an Welt sowie Europameisterschaften, bei der Mehrkampfweltmeisterschaft 1963 in Karuizawa auf den 34. Platz und bei der Mehrkampfeuropameisterschaft 1963 in Göteborg auf den 30. Rang im Großen Vierkampf. Im folgenden Jahr errang er bei den Olympischen Winterspielen in Innsbruck den 24. Platz über 500 m.

## Erfolge

### Olympische Winterspiele
- 1960 Squaw Valley: 20. Platz 500 m, 38. Platz 1500 m
- 1964 Innsbruck: 24. Platz 500 m

### Mehrkampf-Weltmeisterschaften
- 1963 Karuizawa: 34. Platz Großer Vierkampf

### Mehrkampf-Europameisterschaften
- 1963 Göteborg: 30. Platz Großer Vierkampf

## Persönliche Bestzeiten
| Disziplin | Zeit        | Datum            | Ort       |
| --------- | ----------- | ---------------- | --------- |
| 500 m     | 41,8 s      | 24. Februar 1963 | Karuizawa |
| 1000 m    | 1:30,3 min  | 29. Januar 1966  | Berlin    |
| 1500 m    | 2:15,6 min  | 24. Februar 1963 | Karuizawa |
| 3000 m    | 4:55,3 min  | 27. März 1965    | Berlin    |
| 5000 m    | 8:35,0 min  | 2. Januar 1965   | Berlin    |
| 10.000 m  | 17:42,3 min | 22. Januar 1965  | Berlin    |